# Verrières (Marne)
Verrières é uma comuna francesa na região administrativa do Grande Leste, no departamento de Marne. Estende-se por uma área de 5.8 km², e possui 393 habitantes, segundo o censo de 2018, com uma densidade de 68 hab/km².